# Bridgmanite
La bridgmanite (simbolo IMA: Bdm) è un raro minerale del supergruppo della perovskite, all'interno del quale viene collocato nel gruppo delle perovskiti non stechiometriche e da lì al sottogruppo della bridgmanite; appartiene alla famiglia minerale dei "silicati e germanati" e possiede composizione chimica MgSiO3.

## Etimologia e storia
La bridgmanite è stata chiamata in questo modo nel 2014 da Chi Ma e Oliver Tschauner in onore di Percy Williams Bridgman (1882 - 1961), vincitore del premio Nobel per la fisica nel 1946 per il suo lavoro sulla fisica delle alte pressioni.
La struttura cristallina del minerale è stata determinata per la prima volta nel 1974 da indagini su campioni prodotti sinteticamente in presse ad alta pressione. Tuttavia, le indagini dirette su campioni di minerali naturali di origini terrestre sono fallite perché il minerale si trova sulla Terra solo a partire da una profondità di circa 660 chilometri di profondità.
La scoperta di un campione naturale in un frammento del meteorite "Tenham", caduto nel 1879 vicino alla Tenham station nella regione australiana del Queensland e l'indagine dei ricercatori guidati da Oliver Tschauner dell'Università del Nevada e Chi Ma del California Institute of Technology alla fine hanno portato al riconoscimento ufficiale del minerale da parte della Commissione sui nuovi minerali, la nomenclatura e la classificazione (CNMNC) dell'Associazione Mineralogica Internazionale (IMA).
Frammenti del meteorite di Tenham sono in mostra al National Museum of Natural History dello Smithsonian Institution con il numero di catalogo USNM 7703.

## Classificazione
Essendo stata approvata dall'Associazione Mineralogica Internazionale (IMA) come minerale indipendente nel 2014, la bridgmanite non è presente nella classica nona edizione, che è stata aggiornata dall'IMA fino al 2009.
Può essere trovata nell'edizione successiva, proseguita dal database "mindat.org" e chiamata Classificazione Strunz-mindat, dove la bridgmanite è elencata nella classe "9. Silicati" e nella sottoclasse "9.H Silicati non classificati", dove è in attesa dell'assegnazione di un gruppo.
Nella Sistematica dei lapis (Lapis-Systematik) di Stefan Weiß al minerale si trova nella classe dei "silicati e germanati" e quindi nella sottoclasse degli "inosisicati", dove la bridgmanite forma il gruppo degli "ortopirosseni" insieme ad akimotoite, donpeacorite, enstatite, ferrosilite, nchwaningite e protoenstatite.

## Abito cristallino
La bridgmanite cristallizza nel sistema ortorombico con il gruppo spaziale Pnma (gruppo nº 62); i parametri reticolari sono a = 5,02(3) Å, b = 6,90(3) Å, c = 4,81(2) Å.

## Origine e giacitura
La bridgmanite è il minerale dominante del mantello inferiore della Terra, ma si forma anche durante la fase metamorfica da shock indotta da impatto racchiusa nel vetro (Mg,Fe)SiO3 nei meteoriti. La paragenesi è con akimotoite, ringwoodite, clinopirosseno con componenti dominanti di diopside e giadeite, majorite, periclasio, wadsleyite, troilite e ferro nativo.
La bridgmanite è un minerale piuttosto raro ed è stata rinvenuta solo in pochi siti: la sua località tipo è il meteorite "Tenham" (una condrite di tipo L6), ritrovato in Australia presso Windorah (25.73333°S 142.95°E) nel Queensland.
Altri siti di ritrovamento sono: il fiume Sorriso nel Mato Grosso (Brasile); il meteorite "Katol", ritrovato nel Nagpur (India); il meteorite marziano "Tissint" nella provincia di Tata (Marocco); la miniera "Koffiefontein" nella municipalità locale di Letsemeng (Sudafrica).

## Forma in cui si presenta in natura
La bridgmanite si presenta in cristalliti o aggregati cristallini di dimensioni
fino a 400 nm, o come pseudomorfi di clasti di pirosseno all'interno di vene di fusione da shock da impatto.